# Maria Gaida
Maria Gaida (* 11. November 1954 in Würzburg) ist eine deutsche Altamerikanistin.

## Leben
1983 wurde sie an der Universität Hamburg promoviert. Für 1983/84 erhielt sie das Reisestipendium des Deutschen Archäologischen Instituts. Ab 1993 war sie als Kustodin der Sammlung zur Archäologie der mesoamerikanischen Hochkulturen im Ethnologischen Museum der Staatlichen Museen zu Berlin tätig und ab 1998 Leiterin der Abteilung Sammlungen, später auch stellvertretende Direktorin des Museums. 2020 trat sie in den Ruhestand.

## Veröffentlichungen (Auswahl)
- Die Inschriften von Naranjo (Petén, Guatemala) (= Beiträge zur mittelamerikanischen Völkerkunde. Band 17). Hamburg 1983. ISBN 3-87673-091-0 (Dissertation).
- mit Nikolai Grube: Die Maya. Schrift und Kunst. Berlin/Köln 2006:

| Personendaten    | Personendaten             |
| ---------------- | ------------------------- |
| NAME             | Gaida, Maria              |
| KURZBESCHREIBUNG | deutsche Altamerikanistin |
| GEBURTSDATUM     | 11. November 1954         |
| GEBURTSORT       | Würzburg                  |